# Erich Rhein
Erich Rhein (* 19. Juli 1902 in Bad Muskau; † 22. Dezember 1956 in Hannover) war ein deutscher Maler und Graphiker.
Rhein studierte von 1923 bis 1929 an den Vereinigten Staatsschulen für freie und angewandte Kunst und an der Staatlichen Hochschule für Kunsterziehung in Berlin. Ab 1947 war er Professor und leitete die Abteilung Freie Malerei und Graphik der Werkkunstschule in Hannover.
1953 beteiligte er sich in der DDR mit dem Ölgemälde Stralsunder Fischerboote (69 × 93 cm) an der Dritten Deutschen Kunstausstellung in Dresden. Seine Werke wurden u. a. 1952 in der Kunsthalle Bremen ausgestellt.
Von ihm stammt ein Buch zu druckgraphischen Techniken, welches in mehreren Auflagen erschienen ist.

## Veröffentlichungen
- Die Kunst des manuellen Bilddrucks. Eine Unterweisung in den graphischen Techniken. Ravensburg 1956.